# Exocentrus apicerufa
Exocentrus apicerufa är en skalbaggsart som beskrevs av Stefan von Breuning 1976. Exocentrus apicerufa ingår i släktet Exocentrus och familjen långhorningar. Inga underarter finns listade i Catalogue of Life.